# In Plain Sight
In Plain Sight är en amerikansk TV-serie från 2008.

## Handling
Mary Shannon (Mary McCormack) är en polis vid United States Marshals Service som arbetar med vittnesskydd och måste försöka balansera sitt yrkesliv med sitt problematiska privatliv.  Hon arbetar tillsammans med kollegan Marshall Mann. Serien spelas in Albuquerque, New Mexico.